# فلات ایران
فلات ایران فلاتی با مساحت ۳٬۷۰۰٬۰۰۰ کیلومترمربع واقع در ایران، افغانستان و پاکستان است ولی شامل کشورهای دیگری نیز از جمله ارمنستان، جمهوری آذربایجان، ترکمنستان، تاجیکستان، ترکیه، عراق و مناطقی از قفقاز جنوبی و گرجستان نیز می‌شود. کشور ایران با مساحت ۱٬۶۴۸٬۱۹۵ کیلومتر مربع تقریباً نیمی از وسعت فلات ایران است.

## جغرافیا
این فلات افزون‌بر ایران کنونی شامل قسمت‌هایی دیگر مانند افغانستان در شرق و بلوچستان در جنوب‌شرقی و قسمتی از فرارود (ماوراءالنهر) در شمال شرقی و قفقاز در شمال‌غربی می‌باشد. فلات ایران از رشته‌کوه‌های زاگرس در شمال‌غربی تا رشته کوه سلیمان در مشرق امتداد دارد و از شمال به قفقاز و دریای کاسپی و تمام امتداد آمودریا تا سرچشمهٔ آن رودخانه و از جنوب به خلیج فارس و دریای عمان محدود می‌شود و به این ترتیب بین دره‌های حاصلخیز فرات و دجله از یک طرف و از سوی دیگر رودخانهٔ سند فلات مرتفعی به شکل مثلث وجود دارد که از اطراف توسط کوه‌ها و ارتفاعات بزرگ محاصره شده است. این کوه‌ها عبارت است از رشته‌کوه البرز که از آرارات در شمال‌غربی فلات جدا و پس از طی امتداد جنوب دریای خزر به کوه بابا یکی از شاخه‌های هندوکش منتهی می‌شود و دنبالهٔ آن به کوه هیمالیا می‌پیوندد و در مغرب کوه‌های کردستان یا زاگرس که به خط مورب متوجهٔ مشرق فلات می‌گردد و رشته‌های مختلف آن با کرانه‌های خلیج فارس و دریای عمان موازی است، در طرف مشرق این فلات سه رشته‌کوه از شمال به طرف جنوب به موازات کوه‌های سلیمان قرار دارد.
این فلات در آسیای جنوبی، آسیای جنوب غربی و قفقاز گسترده شده است و از سرزمین‌های کم‌ارتفاع مجاور خود قابل تمایز است. این منطقه، زیستگاه اقوام ایرانی و محدودهٔ اصلی کشور ایران در دوره‌های مختلف تاریخی بوده است.
| دریای خزر خلیج فارس میان‌رودان آمودریا هری‌رود سند هندوکش کوه بابا دریاچه ارومیه البرز کپه‌داغ زاگرس بلوچستان زاینده‌رود زردکوه بارز کوه هزار دشت کویر دشت لوت هیرمند دریاچه هامون کوه خواجه گود زره سیستان کوه تفتان کوه های سلیمان دریاچه جازموریان بزمان |

## آب و هوا
آب و هوای فلات ایران خشک و زمستان آن سرد و خشک و تابستان آن بسیار گرم و سوزان است. در زمستان در نواحی مسطح فلات گه‌گاه درجهٔ حرارت تا چند درجه زیر صفر را نشان می‌دهد. اما این حالت در نواحی کوهستانی همیشه دیده می‌شود. بادهای منظمی از خارج فلات به سوی این سرزمین جریان دارد. یکی باد شمال‌غربی و دیگر باد جنوب‌شرقی، باد شمال‌غربی که از آمریکای شمالی برمی‌خیزد، پس از عبور از مدیترانه و سوریه وارد فلات ایران می‌شود و راه هندوستان را در پیش می‌گیرد. باد جنوب‌شرقی از اقیانوس هند می‌وزد و به خط مورب بر جهت خلاف باد شمال‌غربی فلات را طی می‌کند. باد فوق در بهار و تابستان و باد شمال‌غربی در پاییز و زمستان شدت بیشتر دارد و در هر دو صورت باعث تولید جریان‌های سریع و تند می‌گردد؛ در برخی از نواحی فلات بادهای ویژه‌ای وجود دارد که از میان آن‌ها از همه معروف‌تر باد ۱۲۰ روزهٔ سیستان است. سرعت حرکت این باد در ساعت به ۶۰ کیلومتر می‌رسد. در غرب فلات ایران بارش حدود ۵۰۰ الی ۶۰۰میلیمتر هست ودر شمال غرب فلات ایران بارش ۲۵۰ الی ۵۰۰میلیمتر و شمال فلات ایران که سرزمین‌های جنوبی خزر می‌باشد که یک تضاد بزرگ ایجادشده بارش‌های بسیاری حدود ۱۲۰۰تا ۱۵۰۰میلیمتر ودر مازندران ۹۰۰میلیمتر و جنوب شرق فلات ایران ۵۰تا۱۱۰ میلیمتر وجنوب ۱۵۰ میلیمتر بارش وجود دارد

## دگرگونی‌های اقلیمی
این منطقه از دیدگاه هواشناسی یکی از مناطق بسیار پویای جهان به‌شمار می‌آید که اقلیم آن را برآیند اندرکنش جبههٔ پر فشار سیبری، بادهای غربی مدیترانه‌ای و بادهای موسمی اقیانوس هند (مونسون) کنترل می‌کند.
هرگونه تغییر در عملکرد، شدت و موقعیت مکانی این سازوکارها سبب تغییر در میزان رطوبت و ورود ریزگردها به فلات ایران و ناحیهٔ میان‌رودان می‌شود.
رخداد تغییرات اقلیمی در منطقه در قالب دوره‌هایی با ریزگرد فراوان از پنج‌هزار سال پیش تاکنون نشان می‌دهد؛ که افول تمدن‌هایی چون تمدن اکد، تمدن اور سوم، امپراتوری ایلام، پادشاهی ماد، شاهنشاهی هخامنشی، پادشاهی پارت یا اشکانی، شاهنشاهی ساسانی و حکومت صفوی با دوره‌های شاخص خشکی در منطقه هم‌زمان بوده است.

## رودخانه‌ها
تنها رودخانه قابل کشتیرانی بین سند و فرات رودخانه کارون است که تنها ۱۸۰ کیلومتر آن مورد استفاده قرار می‌گیرد. این رودخانه از زردکوه بختیاری جاری می‌شود و از همان رشته کوه رودخانه دیگری به نام زاینده‌رود نیز سرچشمه می‌گیرد که باعث آبادانی اصفهان می‌شود. جهت حرکت این رود برخلاف رود کارون که به جنوب می‌رود و به اروندرود می‌ریزد شمال اصفهان است وَ به مرداب گاوخونی می‌ریزد. رودخانه ارس یکی دیگر از رودخانه‌های فلات ایران است که در شمال‌غربی این سرزمین خط سَرحَدی را بین ایران و روسیه تشکیل می‌دهد. طولانی‌ترین رودخانه‌های داخلی ایران قزل‌اوزن نام دارد که در قدیم آماردیس خوانده می‌شد. این رودخانه پس از آن‌که در نزدیکی پل منجیل هشترود وارد آن می‌شود نام سفیدرود به خود می‌گیرد و در مشرق رشت وارد دریای مازندران /کاسپین می‌شود. سرچشمهٔ آن هزارچشمه است. رودخانه دیگر تَجَن نام دارد که به‌دلیل عبور از هرات، هریرود نیز نامیده می‌شود و کَشَف‌رود یکی از متفرعات آن است. رود مزبود در شمال مشهد به هریرود می‌ریزد، هیرمند یا هیلمند رودخانه دیگری در مشرق ایران است که در قدیم آن را اتیماندر (Etymander) می‌گفتند. (همان‌جا) این رودخانه از کوه بابا در افغانستان سرچشمه می‌گیرد و وارد دریاچه هامون می‌شود. سرحد شمال‌شرقی فلات ایران در قدیم رودخانه آمودریا در آسیای میانه بوده است. این رودخانه از فلات تبت سرچشمه می‌گیرد و در قدیم به دریای خزر می‌ریخت؛ ولی امروز پس از طی قوسی در اطراف بدخشان متوجه شمال‌غربی شده و به دریاچه آرال می‌ریزد.
در ادوار قدیم، اطراف سطح فلات ایران دریای عظیمی قرار گرفته بود که امروز بقایای آن به صورت دریاچه‌های کوچک و بزرگ با آب شور باقی مانده است. از این قبیل دریاچه‌ها می‌توان سه دریاچهٔ وان (در خاک ترکیه) و سوان (در خاک ارمنستان) و ارومیه را در سمت مغرب فلات اشاره کرد.

## دریاچه‌ها
از بین سه دریاچهٔ مَزبور، دریاچهٔ ارومیه بزرگ‌تر و مهم‌تر است. یکی دیگر از دریاچه‌های این فلات دریاچه مهارلو در جنوب شیراز و دیگر دریاچه نیریز در شمال‌شرقی همان شهر است. دریاچه نیریز به دو بخش تقسیم می‌شود. یکی به نام دریاچه نرگس و دیگر موسوم به دریاچه طشت و بین این دو قسمت جزیرهٔ کوچک علی‌یوسف قرار دارد. در سمت مشرق فلات، دریاچهٔ بزرگ سیستان یا هامون دیده می‌شود، سطح آن به تناسب زیادی و کمیِ آب آن متفاوت است و در زمستان این سطح به حداقل خود می‌رسد. رودخانهٔ هیرمند به آن می‌ریزد و در هنگام پُرآبی اضافه آب این دریاچه توسط رودخانهٔ شلاق وارد گودزره می‌گردد. در کرمان دریاچه‌ای وجود دارد به نام جزموریان (جازموریان) که رودخانهٔ بمپور به آن می‌ریزد. دریاچه مهم دیگر این فلات عبارت است از دریاچه قم یا حوض سلطان و باتلاق گاوخونی و دریاچه گهر دورود در ارتفاع ۲۳۵۰ سطح دریا در کوهستان اشترانکوه.
مرز شمالی ایران چنان‌که یاد شد دریای کاسپین / خزر است. گستردگی این دریاچه در ادوار گوناگون تاریخی پیوسته متفاوت بوده و رو به کاستی گذاشته است. حوزه شمالی آن بر اثر رسوبی که رودخانه ولگا در آن تولید می‌کند عمق کمتری دارد. اما در عوض حوزهٔ جنوبی این دریاچه عمیق است. (همان‌جا)

## کوه‌ها
بلندترین قلهٔ فلات ایران، تیریچ میر با بلندیِ ۷٬۶۹۰ متر در پاکستان واقع است.
در شمال‌شرقی رشته‌کوه کپه‌داغ قرار دارد که در ترکمنستان و خراسان شمالی قرار دارد.
رشته‌کوه سلیمان در منتهی‌الیهِ شرقی فلات ایران واقع است.
رشته‌کوه هندوکش نیز در شرق فلات ایران واقع شده است.
کوه‌های جنوبی و شرقی فلات، آهکی و رشته‌کوه زاگرس از سنگ خارا تشکیل شده است.
رشته‌کوه البرز که از آرارات در شمال‌غربی فلات جدا و پس از طی امتداد جنوب دریای خزر /کاسپین به کوه بابا یکی از شاخه‌های هندوکش منتهی می‌شود و دنبالهٔ آن به کوه هیمالیا می‌پیوندد.
در مغرب، کوه‌های زاگرس که به خط مُوَرب متوجه مشرق فلات می‌گردد و رشته‌های مختلف آن با کرانه‌های خلیج فارس و دریای عمان موازی است. در شرق این فلات، سه رشته‌کوه از شمال به طرف جنوب به مُوازات کوه‌های سلیمان قرار دارد.

### زمین‌شناسی

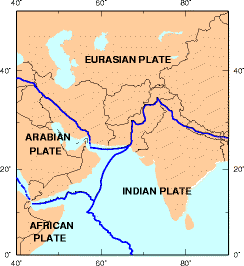
مرز صفحه‌های اوراسیا، هند و عربستان

فلات ایران، سرزمین مرتفعی است در نیمکرهٔ شمالی. این فلات بخشی از صفحهٔ اوراسیا به حساب می‌آید، و بخش کوچکی در صفحهٔ عربستان قرار دارد. اوراسیا بخشی از پوستهٔ زمین است که شامل قاره‌های آسیا و اروپا می‌شود.

## ایران در ۳۰۰ میلیون سال پیش
یک طراح علمی ایتالیایی به نام ماسیمو پالوتینو بر اساس مطالعات و شبیه‌سازی رایانه‌ای، موقعیت کشورهای فعلی جهان را در ۳۰۰ میلیون سال پیش تصویر کرده است. در این نقشه، قاره بزرگ پانگه‌آ را می‌بینیم که در اقیانوس پانتالاسا واقع شده است. آنچه در این نقشه از همه بیشتر جلب توجه می‌کند، سه تکه بودن پهنه سرزمینی ایران زمین در آن دوران است. قسمت مرکزی و شرق ایران در آن دوران در نیمکره شمالی زمین، قسمت غرب و جنوب غربی ایران در نیمکره جنوبی و قسمت شمال غربی و آذربایجان به صورت تکه مجزایی در سوی دیگری از خلیج کاسپین بر کناره اقیانوس تتیس قرار داشته است. تأیید چنین نظریه‌ای از سوی دانشمندان زمین‌شناس و دیرینه‌شناس با اتکا به فسیل‌های یافت شده و نیز جهت میدان مغناطیسی در سنگ‌ها می‌باشد.

## شکل‌گیری فلات ایران

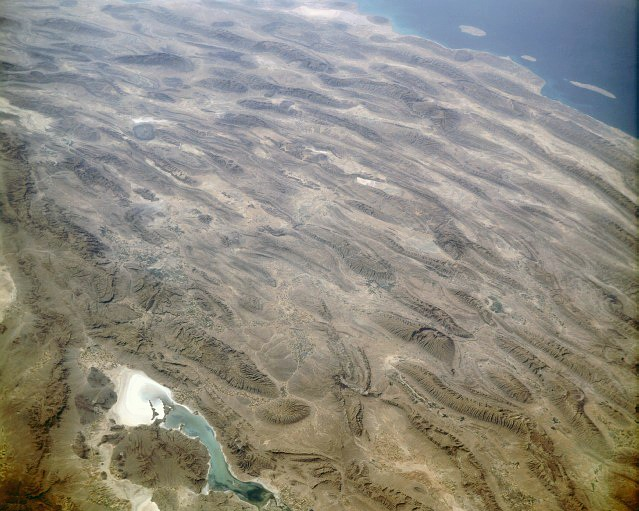
تصویر ماهواره‌ای از زاگرس. مرکز عکس: ۲۸٫۰ درجه شمالی، ۵۴٫۰ درجه شرقی (نزدیک بنارویه) است. کوه‌های زاگرس در اثر برخورد صفحات پوسته‌ای به سمت بالا رانده شدند به چین‌های بلند تاقدیس‌ها و فرورفتگی‌ها ناودیس‌ها خم شدند. امتداد از شمال غرب به جنوب شرق منطقه وسیعی از خطوط موازی طولانی از برآمدگی‌های بزرگ و دره‌های عمیق میانی (از مرکز راست تا مرکز بالایی تصویر) که در بسیاری از دره‌ها مانند دریاچه بختگان، نمکزارهای متعددی در قسمت پایین سمت چپ تصویر. میادین نفتی اصلی ایران در امتداد دامنه‌های غربی قرار دارند، جایی که گنبدهای نمکی نفت را به دام انداخته‌اند. خلیج فارس در قسمت سمت راست بالای تصویر.

فلات ایران در دوره سوم زمین‌شناسی، در فاز کوه‌زایی لارامید به وجود آمده است. فلات ایران، ۶۵٬۵ میلیون سال پیش، هنوز در زیر آب قرار داشت. با بیرون آمدن فلات بزرگ ایران از زیر آب، کویر لوت و دشت کویر در آن زمان، دریاچه‌های بزرگی بودند و رطوبت کافی برای تشکیل جنگلهای سرسبز و مراتع(مرتع‌ها) وسیع در آن نواحی وجود داشت. امروزه بقایای صدف‌ها و حیوانات فسیل شده، در تمام بخش‌های کویری و خشک ایران وجود دارد. از حدود ۲۰ تا ۱۵ هزار سال پیش، دوره خشکسالی آغاز می‌شود که هنوز هم ادامه دارد. در این سال‌ها دریاچه‌های دشت‌کویر و کویر لوت به تدریج خشک شده و دریاچه‌های ساوه، زره (هامون)، نی ریز و ارومیه هم تحت تأثیر این خشکی هوا قرار می‌گیرند.
روایت منابع جدیدتر متفاوت است. حدود ۵۰ تا ۶۰ میلیون سال پیش، در مرحله سوم تقسیم شدن قارهٔ اولیه یعنی پانگه‌آ، سه قسمت پهنه فلات ایران که ۳۰۰ میلیون سال پیش دور از یکدیگر در ساحل اقیانوس تتیس، قرار داشت به هم پیوست. برخورد صفحه هند و آسیا، سبب گسترش اقیانوس اطلس و اقیانوس هند شده و اقیانوس تتیس کوچکتر و بسته شد. دریاچه خزر و ارومیه، دریای سیاه و دریاچه آرال به واقع باقی‌مانده تتیس هستند.
رشته کوه البرز، از برخورد صفحات قاره‌ای در امتداد کمربند کوه‌زایی آلپ ـ هیمالیا شکل گرفت. این کمربند از شرق اقیانوس اطلس تا غرب اقیانوس آرام گسترش یافته است. کوه‌های البرز را بخشی از قسمت شمالی کوه زایی آلپ ـ هیمالیا در آسیای غربی می‌دانند که از شمال به بلوک فرورفته دریاچه خزر و از جنوب به فلات مرکزی ایران محدود می‌شود.
رشته کوه‌های زاگرس، حاصل برخورد دو صفحه اوراسیا و عربستان است. این چین‌خوردگی متوقف نشده و دگرگونی زمین در غرب ایران و منطقه زاگرس همچنان ادامه دارد و کوه‌های این خطه هر سال ۱۲ میلی‌متر بلندتر می‌شود. در مقابل، رشته کوه قدیمی البرز روز به روز فرسوده‌تر و کم ارتفاع تر می‌شود.
منبع دیگری افزایش سطح کوه‌های زاگرس را ۳۵ میلی‌متر در سال و در جهت شمال - شمال شرقی ذکر کرده است. متوسط ارتفاع فلات ایران ۱۵۰۰ متر است. کوه‌زایی آلپ در اواخر میوسن، همراه با برخورد بین دو صفحه قاره‌ای رخ داده است. اوج کوه‌زایی در فلات و تغییر شکل آن، در اواخر پلیوسن و اوایل دوره کواترنری بوده است. اساسی‌ترین وجه تغییر شکل فلات، بالا آمدن و ضخیم شدن پوسته می‌باشد. کوه‌زایی لارامید، حدود ۶۵ میلیون سال پیش در اواخر کرتاسه و در دوره پالئوسن رخ‌داده و تأثیر اساسی در شکل‌گیری فلات ایران و آلپ داشته است. دوره نئوژن در ایران نیز نظیر اروپا در ابتدا با جنبش‌های کوه‌زایی مهمی همراه بوده است و در نتیجه آن، قسمت مهمی از ایران در البرز و زاگرس سر از آب خارج کرده‌اند در این دوره وسعت دریاها به مراتب کمتر شده و در اواخر آن دریای باز شمال ایران به دریای بسته خزر و سیاه تبدیل می‌شود.

## نواحی آتشفشانی و زلزله خیز
بیشتر نواحی آتشفشانی فلات در قزاقستان، زاگرس، البرز، کپه‌داغ و کوه‌های شرقی ایران قرار دارد که به نوبه خود، نواحی کمتر زلزله خیز ایران مرکزی و بلوک جنوب خزر را دربر می‌گیرد. مناطق اخیر، بالنسبه کمتر زلزله‌خیز بوده و به نظر می‌رسد دارای سختی پوسته‌ای بیشتری نسبت به پیرامون خود باشند. در واقع برخورد دو صفحه، سبب حرکت زمین شده و موجب زلزله‌خیز بودن می‌شود.
گسل‌های فعال در ایران نشانگر سازند پوسته‌ای فعال آن است. برخورد صفحات قاره‌ای، هر ساله به میزان ۲٫۱ تا ۲٫۵ سانتیمتر تغییر را سبب می‌شود.
تحقیق‌های بسیاری روی شناخت تغییرات فلات ایران و خصوصاً رشد زاگرس و گسل‌های زلزله در سطح بین‌المللی در حال انجام می‌باشد.

## تقسیم‌بندی ارتفاعات فلات

ارتفاعات فلات ایران

از لحاظ زمین‌ساخت، فلات ایران به عناصر چندی تقسیم می‌شود:
- زاگرس در ضلع غربی
- کپه‌داغ در شمالغربی
  - البرز در ضلع شمالی
- ایران مرکزی
- هندوکش در ضلع شرقی

### فلات مرکزی ایران

فلات مرکزی ایران

فلات مرکزی ایران از شمال غرب و غرب به رشته کوه‌های زاگرس و از شمال به البرز محدود است و در جنوب آن زمین‌های پست خشک واقع شده و در کرانه‌های شمالی خلیج فارس و دریای عمان ارتفاع آن از سطح دریا به صفر می‌رسد. در مشرق آن دو کویر غیرقابل زیست واقع شده که دشت کویر در شمال و دشت لوت در جنوب واقع است، حاشیه این دو کویر از حوالی کاشان در جنوب تا منطقه بسطام در شمال شاهرود را در بر
می‌گیرد.
در امتداد قطر شمال غربی به جنوب شرقی از جنوب استان آذربایجان شرقی شروع شده و تا دامنه‌های باختری کوه بزمان ادامه می‌یابد و در آن‌جا به رشته‌کوه‌های شرقی ایران می‌پیوندد. طول رشته کوه‌های مرکزی ایران حدود ۱۴۶۰ کیلومتر است و عرض آن به‌طور متوسط ۸۰ کیلومتر می‌باشد که در بعضی مناطق گاه به ۴۳۰ کیلومتر (استان کرمان) افزایش می‌یابد و در برخی نواحی به ۳۵ کیلومتر کاهش می‌یابند و در مجموع پهنه‌ایی به وسعت ۱۴۳۰۰۰ کیلومتر مربع را زیر پوشش قرار داده است.
بلندترین بخش فلات مرکزی ایران در استان کرمان قرار دارد و کوهستان‌های استان یزد، کاشان و نطنز در مرتبه بعدی قرار می‌گیرند.
مرتفع‌ترین قله فلات مرکزی ایران قله هزار دارای ۴۵۰۰ متر ارتفاع است.
فلات مرکزی ایران شامل ۳۴٪ از استان کرمان، ۱۸٪ از استان اصفهان، ۱۵٪ استان یزد، ۹٪ استان خراسان، ۶٪ استان مرکزی، ۵٪ استان زنجان، ۵٪ استان سمنان، ۳٪ استان قم، ۲٪ استان همدان و ۱٪ استان هرمزگان می‌شود، که جمعاً ۴۳۲۰۸۴ کیلومترمربع را تشکیل می‌دهد.

## کویر
دشت کویر و دشت لوت در مرکز این فلات قرار دارند. مرکز و بخشی از مشرق فلات ایران پوشیده از صحرایی خشک و بی آب و علف است که از لحاظ شدت دما صحرای آفریقا را به خاطر می‌آورد.
وجود بیابان‌های نمکی یادگار اقیانوس تتیس در فلات ایران است.
رومن گریشمن در کتاب خود دربارهٔ ایران، موقعیت فلات ایران را در دوران بارانی یخبندان وورم، و بعد از آن به ترتیب زیر خلاصه می‌کند:
تحقیقات جدید زمین‌شناسی نشان داده است که در زمانی که قسمت اعظم سطح اروپا به وسیله
یخچال‌ها پوشیده شده بود، فلات ایران یک مرحله بارانی را داشته است که حتی دره‌های مرتفع نیز در زیر آب قرار داشته است. قسمت مرکزی فلات که امروزه یک بیابان شوره‌زار بزرگی است، در آن زمان یک دریاچه وسیع یا یک دریای داخلی بوده است که رودخانه‌ها از کوه‌های مرتفع به آن می‌ریخت. (سیاه‌پوش ۱۳۵۲)